# Ярмо Ліндберг
Я́рмо Ілмарі Ліндберг (фін. Jarmo Ilmari Lindberg; 10 червня 1959, Оулу, Фінляндія) — фінський генерал-лейтенант; з 1 серпня 2014 року — командуючий Силами оборони Фінляндії, призначений на цю посаду 7 березня 2014 року.

## Біографія
Родився 10 червня 1959 року в Оулу, у Фінляндії. Здобув освіту воєного пілота літака.
Зайимав посаду начальника фінансового відділу Оборонних сил Фінляндії. З 1 серпня 2008 до 29 лютого 2012 року був командувачем ВВС Фінляндії.З 2012 по 2014 року працював начальником відділу логістики Сил оборони Фінляндії.
6 березня 2014 року Держрада Фінляндії приняла рішення про призначення Ліндберга на посаду командувача обороною Фінляндії; 7 березня президент Саулі Нійнисте затвердив рішення. 1 серпня 2014 року Ліндберг вступив на посаду командуючого Оборонними силами Фінляндії, змінив на цьому місці генерала Арі Пухелойнена